# Leoncio Alonso González de Gregorio y Álvarez de Toledo
Leoncio Alonso González de Gregorio y Álvarez de Toledo (Madrid, Espagne, 3 janvier 1956) est un noble espagnol, 22e duc de Medina Sidonia, 18e marquis de Villafranca del Bierzo, 19e marquis de los Vélez (les trois avec grandesse d'Espagne) et 26e comte de Niebla. Il est professeur d'histoire à l'université de Castille-La Manche et à l'École diplomatique du ministère d'Affaires étrangères et Coopération.

## Biographie

### Enfance
Il est né à Madrid, Espagne, le 3 janvier 1956, et est le fils aîné de Luisa Isabel Álvarez de Toledo y Maura, 21e duchesse de Medina Sidonia, Grande d'Espagne, surnommée la Duchesse Rouge, et de José Leoncio González de Gregorio y Martí, de la famille des comtes de la Puebla de Valverde.

### Mariages et descendance
Il s'est marié le 12 décembre 1983 à Sanlúcar de Barrameda avec María Montserrat Viñamata y Martorell (Barcelone, Espagne, 15 janvier 1962), fille de Luis Viñamata y Emmanueli et María de la Concepción Martorell y Castillejo, 23e comtes de Alba de Liste, avec qui il a eu deux fils :
- Alonso Enrique González de Gregorio y Viñamata (31 décembre 1983).
- María de la Soledad González de Gregorio y Viñamata (6 septembre 1989).

Le couple a divorcé en 1998. 
Le 12 juillet 2001, dans la ville de Soria, il a épousé en secondes noces Pamela García Liceaga y Damián (Caracas, Venezuela, 14 novembre 1956), fille de Armando García Liceaga y Pérez de Viñaspre et de María Damián Gracia.

### Titres nobiliaires
Après la mort de sa mère, en 2008, il est devenu chef des maisons de Medina Sidonia, Villafranca del Bierzo et los Vélez. Actuellement, il porte les titres suivants, reconnus par le Ministère de la Justice :
- 22e Duc de Medina Sidonia[4] (avec grand d'Espagne), depuis 2008.
- 18e marquis de Villafranca del Bierzo[5],[6] (avec grand d'Espagne), depuis 2010.
- 19e marquis de los Vélez[7],[8] (avec grand d'Espagne), depuis 2010.
- 26e comte de Niebla, depuis le 28 novembre 1958, par distribution de sa mère.

De plus, malgré le fait qu'en 1977, il avait renoncé devant notaire à réclamer ses droits sur le duché de Fernandina (es), qui avait été réhabilité en 1993 en faveur de sa sœur, Pilar González de Gregorio y Álvarez de Toledo (es), 16e duchesse de Fernandina. Il a entamé, la même année, une réclamation judiciaire au nom de son fils. Depuis 2001, son fils Alonso, déjà majeur, revendiqua personnellement son meilleur droit sur le titre, et obtint la dérogation de la Royale Lettre de Réhabilitation, via un arrêt du Tribunal Suprême en 2012, à la suite de quoi, Pilar González de Gregorio y Álvarez de Toledo a cessé de porter le titre de duchesse de Fernandina.

### Fondation Maison Medina Sidonia
Après la mort de sa mère en 2008, il a réclamé en justice, avec son frère et sa sœur, que la fondation soit reformulée, du fait que biens que sa mère donna en vie à la même, constituant la majeure partie de son patrimoine, doivent être réduits afin de satisfaire les droits légaux des héritiers (payer la réserve héréditaire aux héritiers dans les proportions établies dans le Code Civil en Espagne), sans préjudice des intérêts de l'État et de la déclaration de Bien d'Intérêt Culturel (avec la conséquente indivisibilité), qui affecte l'héritage de la 21e duchesse.

### Vie professionnelle
Il travaille comme professeur à la faculté de droit et sciences sociales de l'université de Castille-La Manche, et donne des cours d'histoire aux divers grado de la faculté : grado en droit, grado en relations de travail et développement des ressources humaines et grado en administration et direction d'entreprises (ADE).